# Mariage de la Vierge

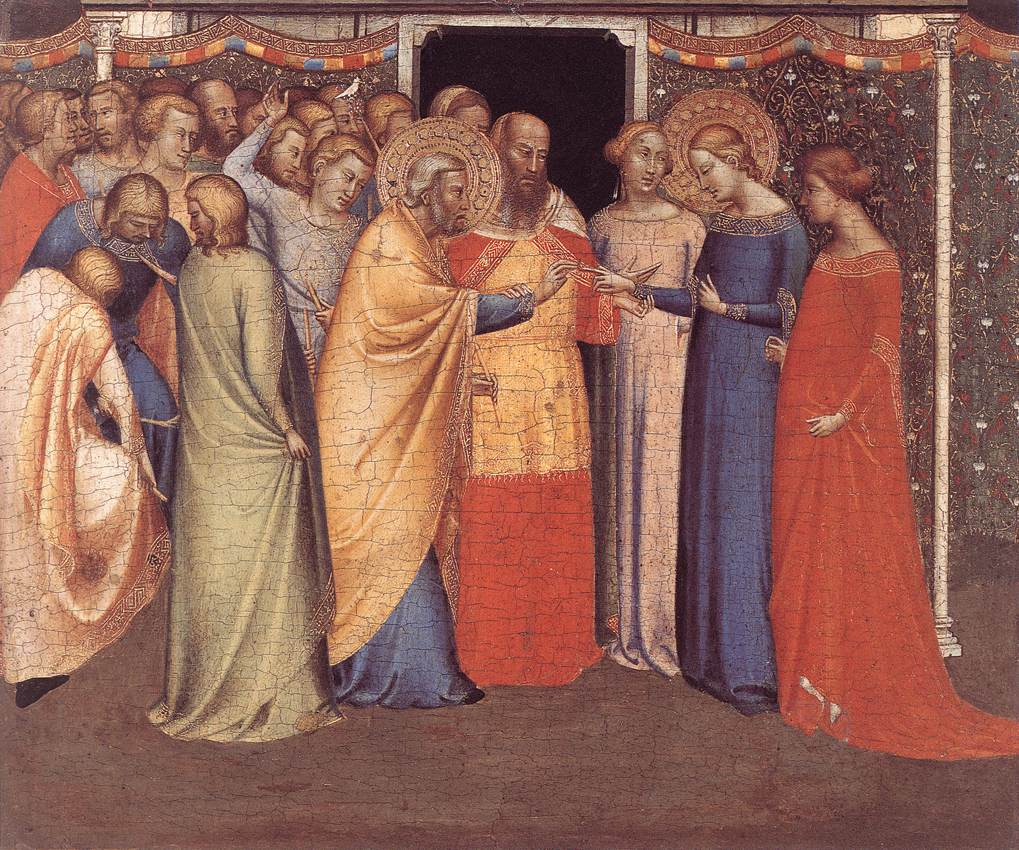
Le thème par Bernardo Daddi.

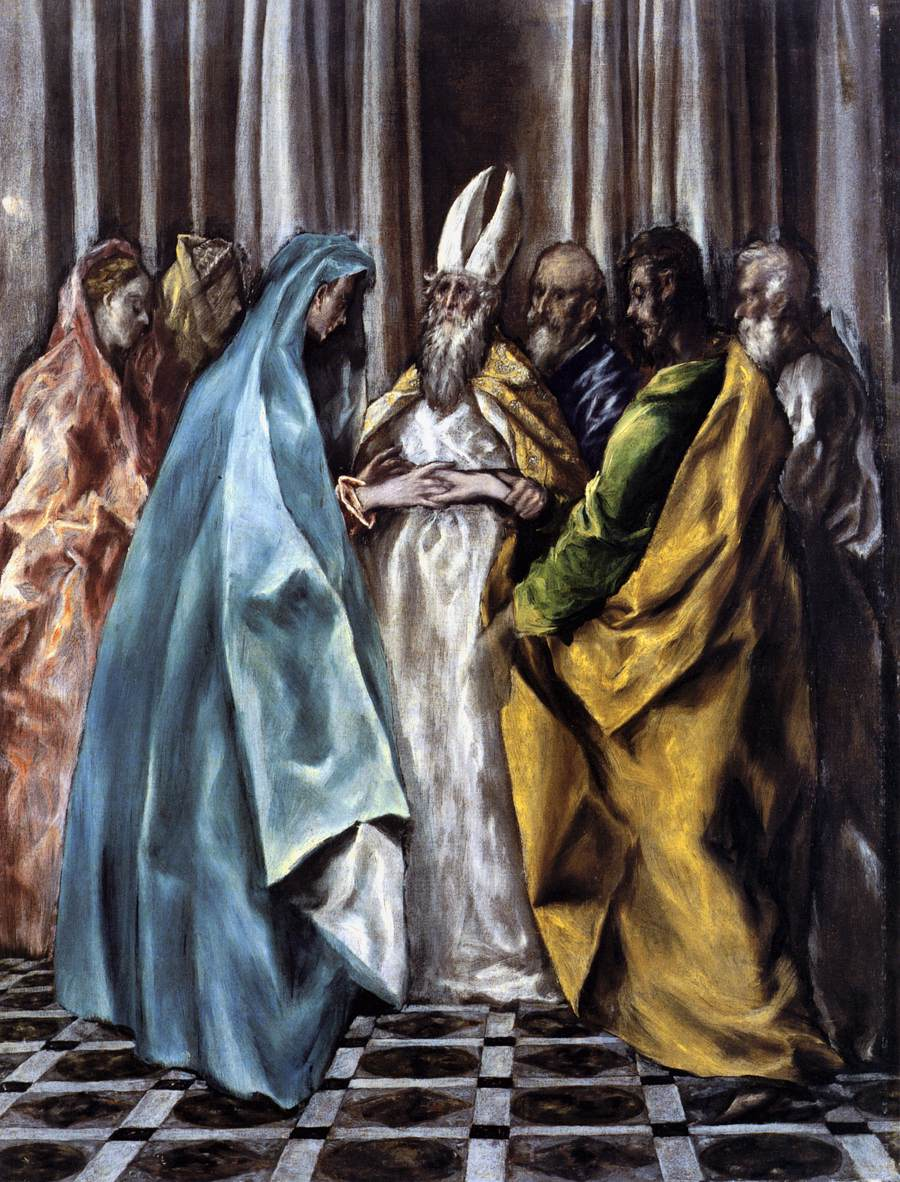
Le thème par Le Greco.

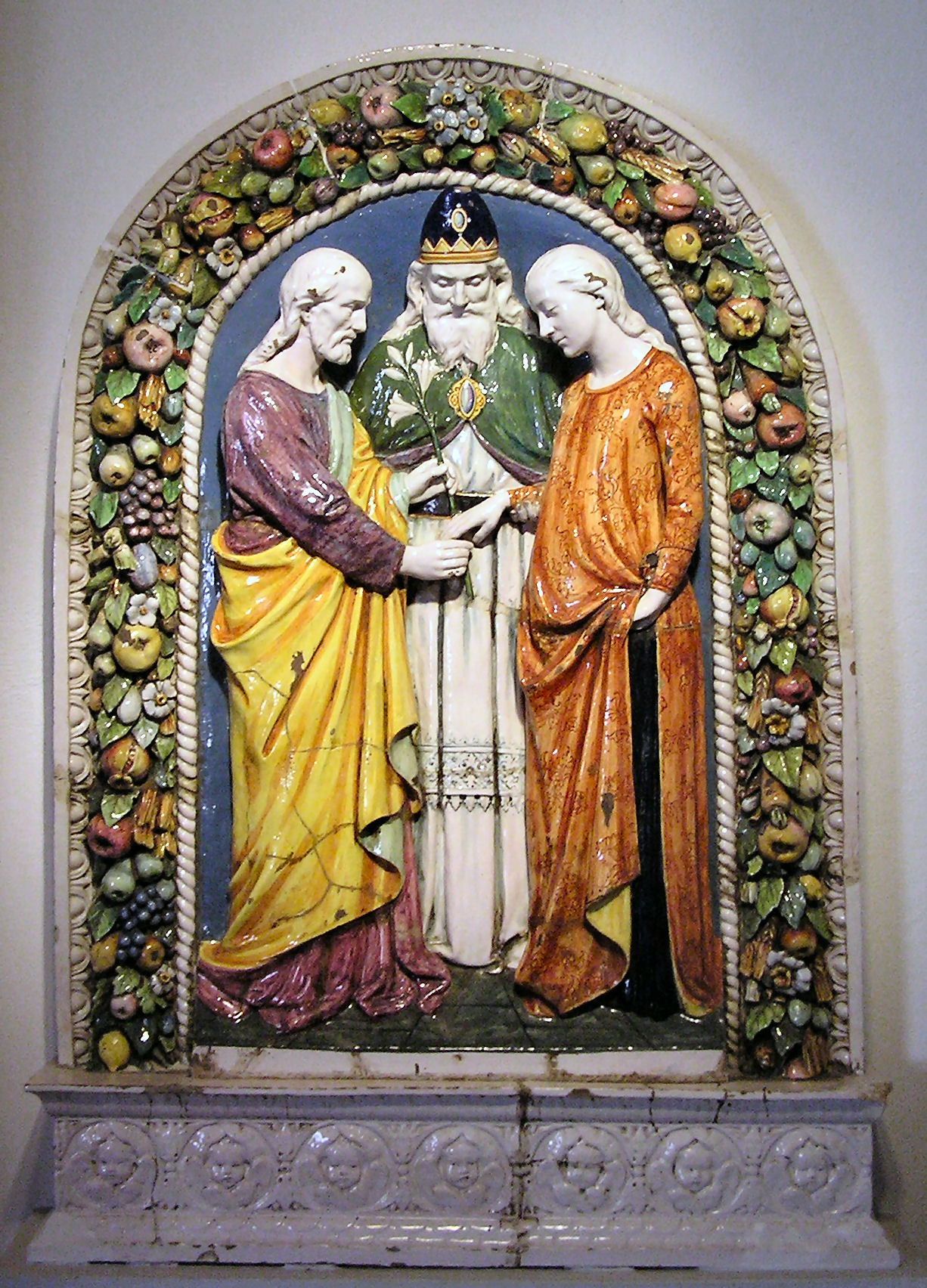
Le thème par Andrea della Robbia.

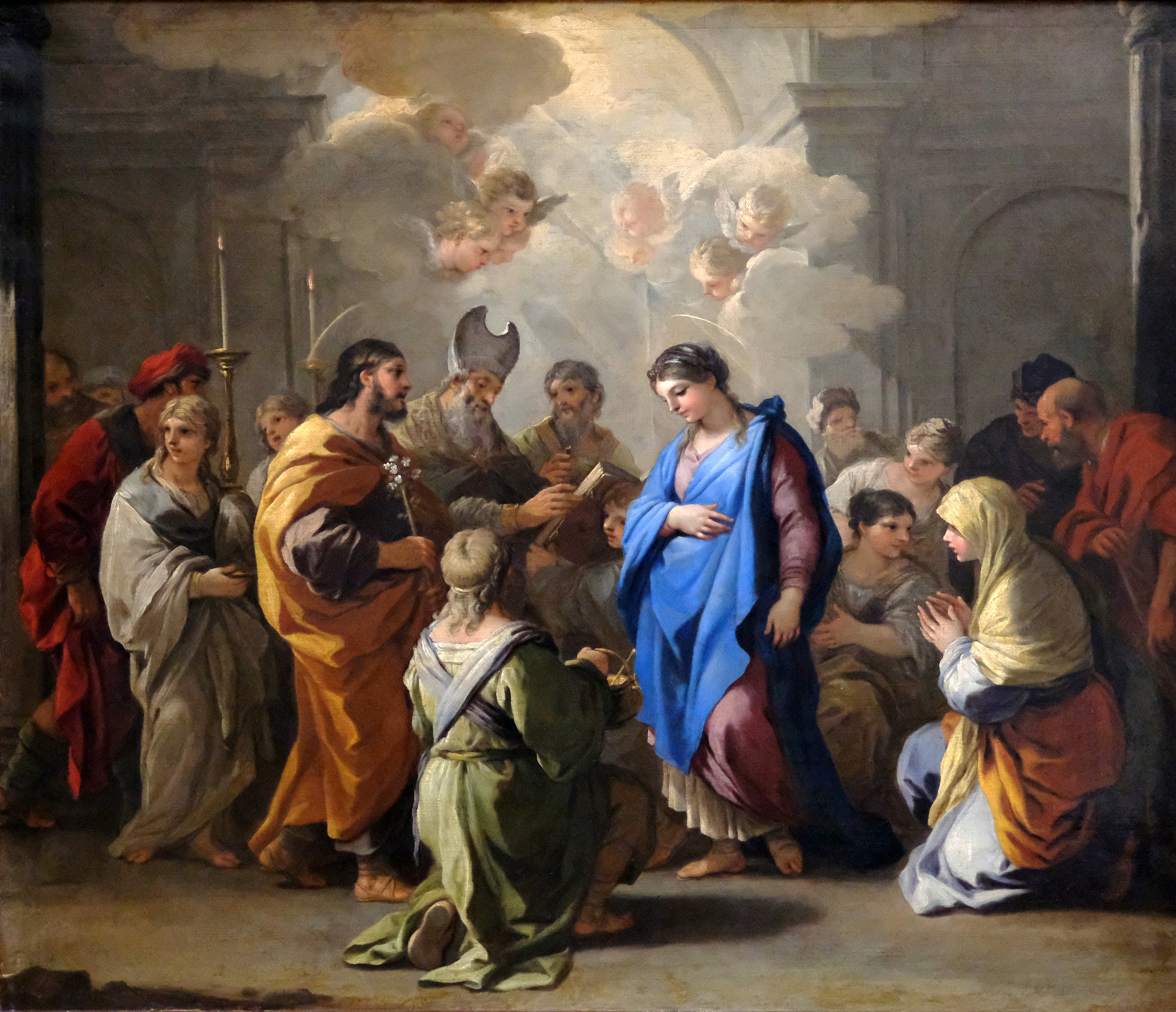
Le Mariage de la Vierge par Luca Giordano.

Le Mariage de la Vierge est un épisode de la vie de Marie de Nazareth et un thème de l'iconographie chrétienne. Il a fait l'objet d'une commémoration liturgique le 23 janvier mais cette fête est peu à peu tombée en désuétude et a été définitivement supprimée du calendrier catholique.

## Définition
La tradition catholique indique que Marie, mère de Jésus-Christ a épousé Joseph, après sa désignation comme élu (épisodes des bâtons) parmi les descendants de David, célibataires ou veufs, devant le Temple de Jérusalem (proto-évangile de Jean dit « de l'Enfance » et  La Légende dorée de Jacques de Voragine).
Cet épisode se situe immédiatement après celui nommé « Saint Joseph et les prétendants »  et avant celui de  la « Visitation ».
On y retrouve traditionnellement Joseph et son bâton reverdi (à distinguer du rameau de fleurs de lys, avec lequel il sera traditionnellement représenté et symbolisant sa virginité perpétuelle, avant comme après son mariage avec la Vierge), et un des prétendants brisant son bâton resté sec.

## Peintres du thème
- Giotto di Bondone, fresque de la chapelle Scrovegni de Padoue
- Lorenzo Monaco, une des fresques des Storie della Vergine de la chapelle Bartolini Salimbeni de l'église Santa Trinita (1420 env.).
- Le Pérugin, Le Mariage de la Vierge, Musée des beaux-arts,  Caen.
- Raphaël,  Le Mariage de la Vierge, pinacothèque de Brera, Milan.
- Le Maître de la vie de Marie, Munich
- Valeriano et Scipione Pulzone, église du Gesù, Rome
- Bernardo Daddi, sixième panneau du polyptyque démembré dit  Polyptyque de saint Pancrace.
- Taddeo Gaddi, chapelle Baroncelli, Santa Croce, Florence.
- Domenico Ghirlandaio, chapelle Tornabuoni, Santa Maria Novella, cycle des épisodes de la Vie de la Vierge.
- Rosso Fiorentino,
- El Greco, Le Mariage de la Vierge (1613-1614), Musée national d'Art de Roumanie, Bucarest
- Murillo,
- Philippe de Champaigne,
- Matteo di Pacino, Santa Croce
- Andrea Orcagna, Orsanmichele
- Franciabigio, Santissima Annunziata
- Giorgio Vasari, Santa Apostoli
- Antonio de Pereda, église Saint-Sulpice, Paris

## Sculpteurs du thème
- Andrea della Robbia